# Nanisivik

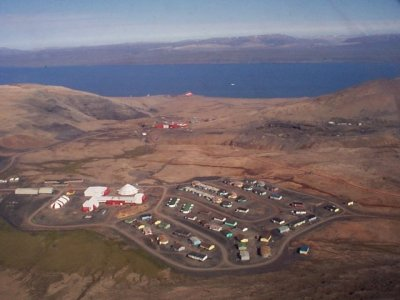
Vista aérea de Nanisivik

Nanisivik (significado "lugar onde as pessoas acham coisas") foi uma companhia de mineração que foi construída em 1975, para atender a mina de Nanisivik, de produção entre 1976 e 2002. Sua localização era em Strathcona, aproximadamente a 20 km a leste do povoado de Arctic Bay, Nunavut, Canadá.
Há na região, um porto e um estaleiro aproximadamente a 3,7 km norte da mina que era usada para recebimento de suprimentos. É usado pela Guarga Marinha Canadense para treinos.
Desde o fechamento em 2002, reclamações têm sido feitas continuamente e com isso, a cidade foi abandonada. Residentes de Arctic Bay esperam que o governo de Nunavut seja capaz de encontrar uma nova forma e uso para a antiga "cidade-mina", como mover alguns equipamentos e construções para a comunidade. Mas desde a contaminação de chumbo e zinco, não foi possível ser feita esse pedido e com isso as construções tiveram que ser demolidas. O serviço de telefonia foi cortado em 19 de Fevereiro de 2007.
Sua população é de 0, de acordo com o censo de 2006, diferente do de 2001, que apontava Nanisivik com 77 habitantes.